# Jošijuki Macuoka
Jošijuki Macuoka (* 6. března 1957) je bývalý japonský zápasník–judista, olympijský vítěz z roku 1984.

## Sportovní kariéra
Judu se začal aktivně věnovat při studiu na Kjótské univerzitě. Jeho osobním trenérem byl Šózó Fudžii. Do japonské reprezentace se prosadil po roce 1980 jako zaměstnanec policie v prefektuře Hjógo. V roce 1984 uspěl v japonské olympijské nominaci a startoval na olympijských hrách v Los Angeles. Bez větších potíží se probojoval do semifinále, kde svedl taktickou bitvu s Francouzem Marcem Alexandrem a vyhrál po verdiktu sudích na praporky (hantei). Ve finále porazil na body Jihokorejce Hwang Čong-oa a získal zlatou olympijskou medaili. Sportovní kariéru ukončil v roce 1988. Věnoval se trenérské práci. Působil jako šéftrenér ženského profesionálního judistického týmu japonské společnosti Komatsu Limited. Jeho nejznámější svěřenkyní byla dvojnásobná olympijská vítězka Ajumi Tanimotová.
Jošijuki Macuoka byl levoruký komplexně technicky vybavený judista, jeho osobní technikou bylo levé seoi-nage a o-uči-gari, které doplňoval výborným bojem na zemi.

## Výsledky
| Turnaj            | 1983           | 1984           | 1985           |
| Turnaj            | 26             | 27             | 28             |
| Turnaj            | pololehká váha | pololehká váha | pololehká váha |
| ----------------- | -------------- | -------------- | -------------- |
| Olympijské hry    |                | 1.             |                |
| Mistrovství světa | 2.             |                | 3.             |
| Mistrovství Asie  |                | —              |                |